# Kevan Jones
Kevan David Jones (né le 25 avril 1964) est un homme politique britannique du parti travailliste, qui est député pour North Durham depuis 2001. Il démissionne de son poste de ministre fantôme de la Défense en janvier 2016 pour protester contre le remaniement mené par le leader travailliste Jeremy Corbyn. Il entre à la chambre des lords en 2024.

## Jeunesse
Il est né dans le Nottinghamshire et est le fils d'un mineur de charbon. Il fréquente la Portland Comprehensive School in Worksop et Université de Northumbria et l'Université du Southern Maine, obtenant un BA (Hons) en gouvernement et politique publique. Avant de devenir député, il est conseiller de Newcastle upon Tyne de 1990 à 2001 et président du comité de développement ainsi que membre élu du syndicat GMB. 

## Carrière politique
Il est élu pour la première fois député de North Durham en 2001 avec une majorité de 18 681 voix. Il devient membre de l'influent Defense Select Committee, et aussi membre de la commission parlementaire du Parti travailliste. Son projet de loi d'initiative parlementaire, le Christmas Day (Trading) Act 2004 est adopté par le Parlement et est entré en vigueur en décembre 2004. Cette loi interdit l'ouverture de grands magasins le jour de Noël. 
Il est réélu au siège de North Durham aux élections générales de 2005, avec une majorité de 16 781 voix (64,1% des voix). 
Il est nommé sous-secrétaire d'État parlementaire et ministre des Anciens combattants au ministère de la Défense en octobre 2008. 
En mai 2010, Harriet Harman le nomme Shadow Minister for the Armed Forces, en dehors du Cabinet fantôme. Il conserve ce poste sous la direction du parti travailliste Ed Miliband et lors de la première nomination de Jeremy Corbyn en 2015. 
En décembre 2015, il rend publiques ses vives critiques à l'égard du nouveau dirigeant travailliste Jeremy Corbyn, en particulier après que Corbyn se soit opposé à l'intervention militaire dans la guerre civile syrienne. Jones déclare « en raison de l'incompétence de [Corbyn], les conservateurs s'en tirent avec des choses qui ne sont pas correctement examinées et les personnes qui souffrent sont celles que nous représentons ». Jones soutient l'Offensive au Yémen. 
En janvier 2016, Jones démissionne de son poste de ministre fantôme des Forces armées, à la suite d'un remaniement dans lequel Jeremy Corbyn a promu Emily Thornberry, qui s'oppose au remplacement du système d'armes nucléaires Trident, au Cabinet fantôme Corbyn. Dans sa lettre de démission, Jones dit qu'il pensait que le pays devait « maintenir une dissuasion nucléaire crédible, tout en travaillant pour faire avancer le désarmement nucléaire mondial ». 
Il soutient ensuite Owen Smith dans la tentative ratée de remplacer Jeremy Corbyn à l'élection à la direction du Parti travailliste britannique de 2016. 
Il est créé baron Beamish et entre à la chambre des lords le 15 août 2024.

## Santé mentale
En 2012, lors d'un débat au Parlement sur les problèmes de santé mentale et leur tabou, Jones parle de ses propres combats contre la dépression, aux côtés du député conservateur Charles Walker, qui parle de ses 30 ans de combat contre le Trouble obsessionnel compulsif. Jones déclare qu'il souffre de dépression depuis 1996. Jones et Walker sont tous deux félicités plus tard pour leurs discours par Time to Change, une campagne anti-stigmatisation en santé mentale dirigée par les organisations caritatives Mind et Rethink Mental Illness . 